# 2000 en science-fiction
| Années de la science-fiction : 1997 - 1998 - 1999 - 2000 - 2001 - 2002 - 2003    |
| Décennies de la science-fiction : 1970 - 1980 - 1990 - 2000 - 2010 - 2020 - 2030 |

L'année 2000 est marquée, en matière de science-fiction, par les événements suivants.

## Naissances et décès

### Décès
- 2 janvier : Jimmy Guieu, écrivain français, né en 1926, mort à 73 ans.
- 14 janvier : Gaston Boca (pseudonyme de Gaston Bocahut), écrivain français, mort à 96 ans.
- 26 janvier : A. E. van Vogt, écrivain canadien, mort à 87 ans.
- 4 juillet : Evelyn E. Smith, romancière américaine, morte à 77 ans.
- 2 septembre : Curt Siodmak, écrivain allemand, mort à 98 ans.
- 6 novembre : Lyon Sprague de Camp, écrivain américain, mort à 92 ans.

## Prix

### Prix Hugo
- Roman : Au tréfonds du ciel (A Deepness in the Sky) par Vernor Vinge
- Roman court : Les Vents de Marble Arch (The Winds of Marble Arch) par Connie Willis
- Nouvelle longue : 1016 to 1 par James Patrick Kelly
- Nouvelle courte : Scherzo avec tyranosaure (Scherzo with Tyrannosaur) par Michael Swanwick
- Livre non-fictif ou apparenté : Science Fiction of the 20th Century par Frank M. Robinson
- Film ou série : Galaxy Quest, réalisé par Dean Parisot
- Éditeur professionnel : Gardner Dozois
- Artiste professionnel : Michael Whelan
- Magazine semi-professionnel : Locus, dirigé par Charles N. Brown
- Magazine amateur : File 770 (Mike Glyer, éd.)
- Écrivain amateur : Dave Langford
- Artiste amateur : Joe Mayhew
- Prix Campbell : Cory Doctorow

### Prix Nebula
- Roman : L'Échelle de Darwin (Darwin's Radio) par Greg Bear
- Roman court : Goddesses par Linda Nagata
- Nouvelle longue : Daddy's World par Walter Jon Williams
- Nouvelle courte : Meucs (macs) par Terry Bisson
- Scénario : Galaxy Quest (Galaxy Quest) par Robert Gordon et David Howard
- Prix Ray Bradbury : Yuri Rasovsky et Harlan Ellison, 2000X — Tales of the Next Millennia
- Grand maître : Brian W. Aldiss
- Auteur émérite : Robert Sheckley

### Prix Locus
- Roman de science-fiction : Cryptonomicon (Cryptonomicon) par Neal Stephenson
- Roman de fantasy : Harry Potter et le Prisonnier d'Azkaban (Harry Potter and the Prisoner of Azkaban) par J. K. Rowling
- Premier roman : The Silk Code par Paul Levinson
- Roman court : Les Orphelins de l'Hélice (Orphans of the Helix) par Dan Simmons
- Nouvelle longue : Gardes-frontières (Border Guards) par Greg Egan et Huddle par Stephen Baxter (ex æquo)
- Nouvelle courte : Meucs (macs) par Terry Bisson
- Recueil de nouvelles : Les Martiens (The Martians) par Kim Stanley Robinson
- Anthologie : Horizons lointains (Far Horizons) par Robert Silverberg, éd.
- Livre non-fictif : Sixty Years of Arkham House par S. T. Joshi
- Livre d'art : Science Fiction of the 20th Century par Frank M. Robinson
- Éditeur : Gardner Dozois
- Magazine : Asimov's Science Fiction
- Maison d'édition : Tor Books
- Artiste : Michael Whelan

### Prix British Science Fiction
- Roman : La Guerrière oubliée (Ash: A Secret History) par Mary Gentle
- Fiction courte : The Suspect Genome par Peter F. Hamilton

### Prix Arthur-C.-Clarke
- Lauréat : Distraction par Bruce Sterling

### Prix Sidewise
- Format long : La Guerrière oubliée (Ash: A Secret History) par Mary Gentle
- Format court : Soixante-douze lettres (Seventy-two Letters) par Ted Chiang

### Prix E. E. Smith Memorial
- Lauréat : Bruce Coville

### Prix Theodore-Sturgeon
- Lauréat : The Wedding Album par David Marusek

### Prix Lambda Literary
- Fiction spéculative : Minions of the Moon par Richard Bowe

### Prix Seiun
- Roman japonais : Good luck, sentou yousei yukikaze par Chouhei Kanbayashi

### Grand prix de l'Imaginaire
- Roman francophone : Le Successeur de pierre par Jean-Michel Truong
- Nouvelle francophone : Naufrage mode d'emploi par Fabrice Colin

### Prix Kurd-Laßwitz
- Roman germanophone : Kelwitts Stern par Andreas Eschbach

## Parutions littéraires

### Romans
- Lord Gamma par Michael Marrak.
- Space O.P.A. par Greg Costikyan.

### Nouvelles
- La Fin du Big Bang par Claude Ecken.
- Terre errante par Liu Cixin.

## Sorties audiovisuelles

### Films
- À l'aube du sixième jour par Roger Spottiswoode.
- Battlefield Earth par Roger Christian.
- The Cell par Tarsem Singh.
- La Famille foldingue par Peter Segal.
- Fortress 2 : Réincarcération par Geoff Murphy.
- Hollow Man par Paul Verhoeven.
- L'Homme bicentenaire par Chris Columbus.
- Mission to Mars par Brian De Palma.
- Pitch Black par David Twohy.
- Planète rouge par Antony Hoffman.
- Supernova par Walter Hill.
- Titan A.E. par Don Bluth.
- X-Men par Bryan Singer.

### Téléfilms
- Éclosion par Ellory Elkayem.
- Fast Lane to Vegas par John Quinn.
- G-Saviour par Graeme Campbell.

### Séries
- Stargate SG-1, saison 4
- X-Files : Aux frontières du réel, saison 8.